# Nina Roth
Nina Roth (* 21. Juli 1988 in McFarland, Wisconsin als Nina Spatola) ist eine US-amerikanische Curlerin. Derzeit spielt sie als Skip.

## Karriere
Roth begann ihre internationale Karriere als Skip der amerikanischen Mannschaft bei der Juniorenweltmeisterschaft 2006, belegte dort aber nur den letzten Platz. Bei der Juniorenweltmeisterschaft 2008 kam sie auf den achten Platz.
Bei den Erwachsenen spielte Roth ab 2009 als Third im Team von Erika Brown. Nach dem Sieg bei der US-amerikanischen Meisterschaft 2010 nahm das Team an der Weltmeisterschaft 2010 teil und konnte den fünften Platz erringen. 2014 wechselte sie in das Team von Becca Hamilton, um dort als Skip zu spielen. Bei der nationalen Meisterschaft gewann sie 2014 die Goldmedaille und 2016 und 2017 die Silbermedaille. Bei der Weltmeisterschaft 2017 kam sie auf den fünften Platz.
Roth gewann im November 2017 die amerikanischen Olympic Team Trials und nahm mit ihrem Team (Third: Tabitha Peterson, Second: Aileen Geving, Lead: Becca Hamilton) für die USA an den Olympischen Winterspielen 2018 in Pyeongchang teil. Zusammen mit ihren Teamkolleginnen belegte sie nach vier Siegen und fünf Niederlagen in der Round Robin den achten Platz.

## Privatleben
Roth ist verheiratet und arbeitet als Krankenschwester.